# Makallé
Makallé är en kommunhuvudort i Argentina.   Den ligger i provinsen Chaco, i den nordöstra delen av landet, 800 km norr om huvudstaden Buenos Aires. Makallé ligger 67 meter över havet och antalet invånare är 4 994.
Terrängen runt Makallé är mycket platt. Makallé är det största samhället i trakten.
I omgivningarna runt Makallé växer huvudsakligen savannskog. Runt Makallé är det glesbefolkat, med 12 invånare per kvadratkilometer.